# Кутейніково (Ростовська область)
Кутейніково — слобода у Родіоново-Несвітайському районі Ростовської області, Росія.
Адміністративний центр Кутейніковського сільського поселення.
Населення — 1121 особа (2010 рік).

## Географія
Розташований в 45 км на північ від міста Ростова-на-Дону, у напрямі у сторону слободи Родіоново-Несвітайської, на березі річки Великий Несвітай.

### Вулиці
- вул. Безіменна,
- вул. Буланової,
- вул. Гагаріна,
- вул. Краснопартизанська,
- вул. Румянова,
- вул. Сазонова,
- вул. Радянська,
- вул. Ульянова,
- пров. Кірова.

## Історія
Засновником слободи Кутейніково є Дмитро Юхимович Кутейніков (1766—1844), генерал від кавалерії, якому за численні заслуги були подаровані землі на території Всевеликого Війська Донського, у тому числі й на річці Несвітай. Для ведення господарства він заселив слободу українськими селянами.